# سنجاب پرنده سیبروت
سنجاب پرنده سیبروت (نام علمی: Petinomys lugens) نام یک گونه از سرده موش پروازی است.